# Alchemilla jaquetiana
Alchemilla jaquetiana é uma espécie de rosácea do gênero Alchemilla, pertencente à família Rosaceae.